# Trevor Eve
Trevor John Eve, född 1 juli 1951 i Royal Sutton Coldfield, West Midlands, är en brittisk skådespelare. Han är bland annat känd för rollen som Eddie Shoestring i Ring så spanar vi.

## Utmärkelser
Eve har vunnit två Laurence Oliviers pris för bästa skådespelare.

## Rollista i urval
- 1979 – Greve Dracula
- 1979–1980 – Ring så spanar vi (TV-serie) (21 avsnitt)
- 1985 – De korsikanska bröderna
- 1988 – Ett oändligt äventyr
- 1993 – Aspen Extreme
- 1998 – Hett uppdrag (TV-film)
- 1999 – David Copperfield
- 1999 – Onda avsikter
- 2000–2011 – Mördare okänd (TV-serie) (92 avsnitt)
- 2002 – Possession
- 2004 – Troja
- 2010 – I min vildaste fantasi
- 2015 – Saknad, aldrig glömd (TV-serie) (6 avsnitt)
- 2015 – The Interceptor (TV-serie) (8 avsnitt)
- 2025 – Jack Wrights testamente (TV-serie) (6 avsnitt)